# Eucalyptus acaciiformis
Eucalyptus acaciiformis är en myrtenväxtart som beskrevs av Deane och Joseph Henry Maiden. Eucalyptus acaciiformis ingår i släktet Eucalyptus och familjen myrtenväxter. Inga underarter finns listade i Catalogue of Life.